# Вайтгауз (Огайо)
Вайтгауз (англ. Whitehouse) — селище (англ. village) в США, в окрузі Лукас штату Огайо. Населення — 4990 осіб (2020).

## Географія
Вайтгауз розташований за координатами 41°31′17″ пн. ш. 83°47′48″ зх. д. / 41.52139° пн. ш. 83.79667° зх. д. (41.521452, -83.796798).  За даними Бюро перепису населення США в 2010 році селище мало площу 11,12 км², уся площа — суходіл.

## Демографія
Згідно з переписом 2010 року, у селищі мешкало 4149 осіб у 1524 домогосподарствах у складі 1145 родин. Густота населення становила 373 особи/км².  Було 1591 помешкання (143/км²).
Расовий склад населення:
| - 96,4 % — білих - 0,9 % — чорних або афроамериканців - 0,6 % — азіатів - 0,2 % — корінних американців |

До двох чи більше рас належало 1,2 %. Частка іспаномовних становила 2,3 % від усіх жителів.
За віковим діапазоном населення розподілялося таким чином: 27,9 % — особи молодші 18 років, 60,1 % — особи у віці 18—64 років, 12,0 % — особи у віці 65 років та старші. Медіана віку мешканця становила 39,0 року. На 100 осіб жіночої статі у селищі припадало 94,5 чоловіків;  на 100 жінок у віці від 18 років та старших — 90,4 чоловіків також старших 18 років.
Середній дохід на одне домашнє господарство  становив 90 516 доларів США (медіана — 76 023), а середній дохід на одну сім'ю — 103 163 долари (медіана — 88 947). Медіана доходів становила 70 060 доларів для чоловіків та 47 241 долар для жінок. За межею бідності перебувало 7,9 % осіб, у тому числі 12,2 % дітей у віці до 18 років та 4,1 % осіб у віці 65 років та старших.
Цивільне працевлаштоване населення становило 2014 особи. Основні галузі зайнятості: освіта, охорона здоров'я та соціальна допомога — 41,1 %, виробництво — 15,4 %, роздрібна торгівля — 8,1 %, науковці, спеціалісти, менеджери — 7,7 %.